# PROA Comunicación
PROA Comunicación è una società di consulenza spagnola che si occupa di comunicazione aziendale e gestione della reputazione. Fondata nel 2009, è promotrice dell'Observatorio Proa, un forum dedicato alla riflessione sulla comunicazione che si tiene dal 2017. Ha sede a Madrid e uffici a Barcellona, Bilbao, Valencia, Santander e Vigo. Nel 2023 ha ricevuto il premio Ana Baschwitz come migliore agenzia di comunicazione.

## La storia
La società di consulenza è stata fondata nel 2009 dalla giornalista cántabra Lucía Casanueva, che ha scelto come nome quello della rivista "Proa a la mar". Dopo aver lavorato per i quotidiani Expansión e Actualidad Económica, ha avuto l'opportunità di conoscere il mondo imprenditoriale spagnolo e ha lavorato per agenzie spagnole e internazionali come LLorente y Cuenca, Kreab e Edelman.
Inizialmente si occupava di comunicazione aziendale, finanziaria e di crisi. Nel 2015, con l'ingresso di Valvanuz Serna come socio, la società ha ampliato il proprio raggio di azione nei settori del consumo e dei servizi professionali.  Nel 2020 ha adottato una nuova immagine, un sito web, uno slogan e un logo. Nel 2022 ha inaugurato la sua sede in via Montalbán, presentando una relazione sulla comunicazione in tempi di crisi. Ha alleanze internazionali con le società di consulenza Vae Solis Communications e Corpcom.
Nell'aprile 2023 ha vinto il premio Ana Baschwitz per la migliore agenzia di comunicazione, che si è svolto presso il centro culturale Eduardo Úrculo di Madrid. La società di consulenza è tra i patrocinatori dei premi Woman Forward per la "Corporate Governance e la diversità di genere".

## Osservatorio Proa
Gli Osservatori di Comunicazione PROA sono incontri con opinion leader su temi di attualità, moderati dal team di gestione della società di consulenza. Al termine degli interventi dei relatori, si apre un dibattito con il pubblico, composto da amministratori delegati, direttori generali, direttori della comunicazione e giornalisti.
Creati nel 2017 per affrontare temi di attualità dal punto di vista della comunicazione. Hanno affrontato diversi temi con la partecipazione di esperti, politici, imprenditori, giuristi, giornalisti e militari. Tra questi, hanno partecipato, tra gli altri, José Luis Martínez-Almeida, Javier Ortega-Smith, Jordi Sevilla, Cristobal Montoro, Ana Pastor, Juan Carlos Campo, Javier Zaragoza, Pau Molins, Manuel Sala, Borja Bergareche, Mirian Izquierdo, José Antonio Zarzalejos e Raimundo Herráiz.